# Jan XXIII. (vzdoropapež)
Jan XXIII. (kolem 1370 – 22. prosince 1419 Florencie), vlastním jménem Baldassare Cossa, byl vzdoropapež (1410–1415), následník Alexandra V., zvoleného pisánským koncilem.

## Život

### Počátek kariéry
Baldassare Cossa se narodil ve šlechtické, ale zchudlé rodině. V mládí sloužil v armádě, zúčastnil se války s Neapolským královstvím. Jeho dva bratři byli neapolským králem odsouzeni k trestu smrti za údajné pirátství.
Posléze vystudoval práva na univerzitě v Bologni a vstoupil do služeb papeže Bonifáce IX. V té době probíhal v křesťanské Evropě náboženský rozkol, zvaný jako papežské schizma, kdy vládli dva papežové. Jeden papež sídlil v Avignonu podporovaný Francií a Španělskem, druhý papež působil v Římě s podporou většiny Itálie, Německa a Anglie.
Kardinálem se Baldassare Cossa stal v roce 1403. Údajně měl v té době kontakty na místní loupežné bandy, které zastrašovaly jeho soupeře a upevňovaly jeho mocenské postavení.
Kardinál Cossa předsedal pisánskému koncilu (1409), jehož cílem bylo ukončení papežského schizmatu, který existoval již od roku 1378. Kardinálové sesadili dva dosavadní papeže, římského Řehoře XII. a avignonského Benedikta XIII. a novou hlavou církve zvolili Petra Philarga, který přijal jméno Alexandr V. Tím se však pouze schizma prohloubilo. Dosavadní papeži se totiž svého pontifikátu nevzdali, což vedlo ke vzniku trojpapežství.

### Vzdoropapež
V květnu 1410 Alexandr V. zemřel a jeho následovníkem se stal Baldassare Cossa a přijal jméno Jan XXIII.
Jmenování Jana XXIII. papežem způsobilo ještě větší rozkol v katolické Evropě, a to nejen kvůli soudobým spekulacím, že nechal svého předchůdce otrávit. Nejvíce proti Janu XXIII. vystupoval král Ladislav Neapolský, který podporoval původního římského papeže Řehoře XII. a ovládal hlavní město Řím. Proto Jan XXIII., ve snaze financovat křížovou výpravu proti Neapolskému království, vyhlásil tzv. odpustky, tj. prominutí všech (i budoucích) trestů za hříchy (nikoli však hříchů samotných) těm, kdo přispějí na tuto válku.

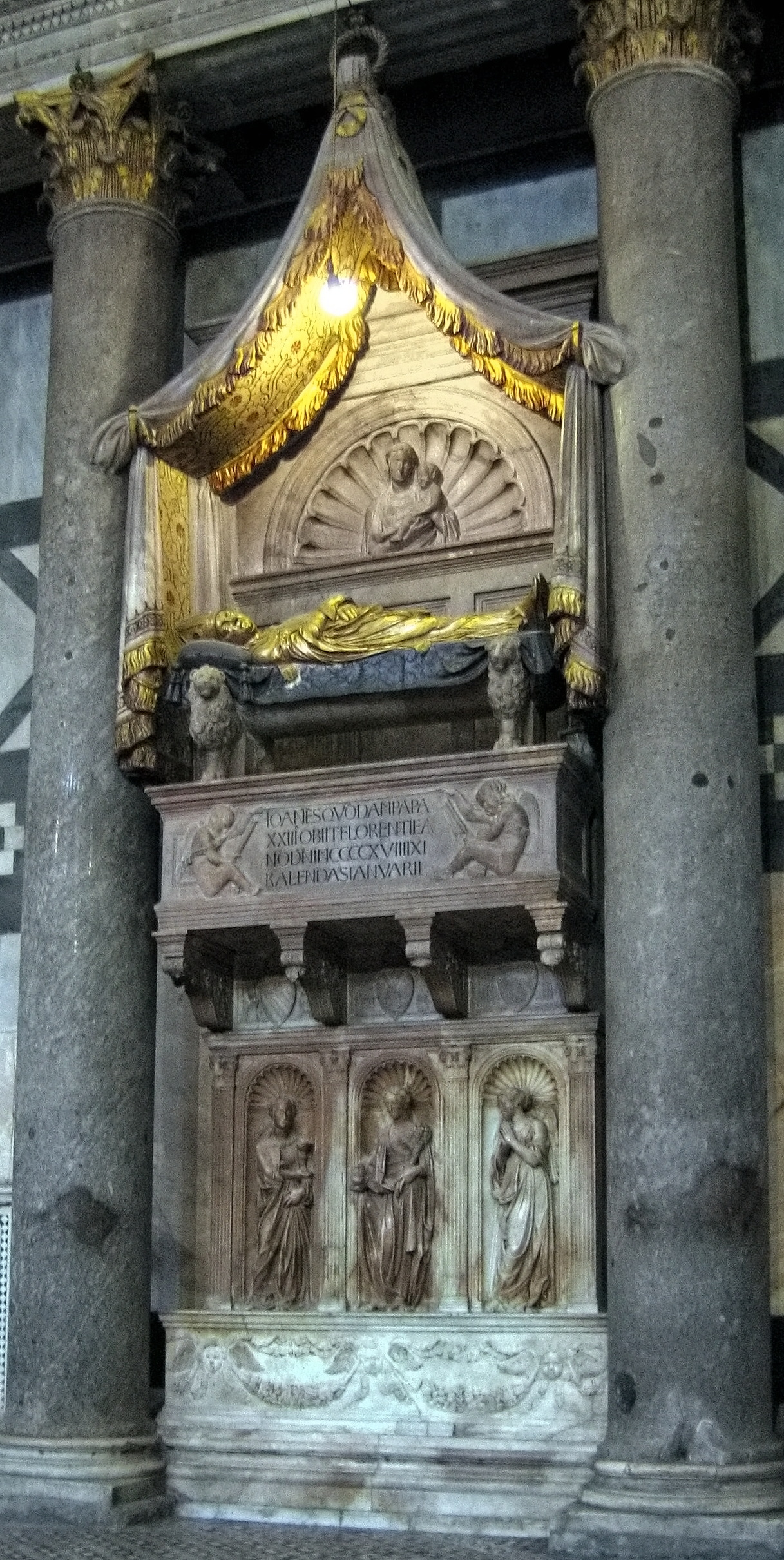
Náhrobek vzdoropapeže Jana XXIII.
Baptisterium S.Giovanni, Florencie

V říjnu 1412 vyhlásil zostřenou klatbu na mistra Jana Husa za jeho nedostavení k papežskému soudu, stejně jako na všechny, kdo se s ním stýkali. Zároveň nařídil, že má být Hus zajat a souzen podle církevních zákonů a že má být zbořena Betlémská kaple.

### Kostnický koncil a uvěznění
Trojpapežství se nelíbilo římskému králi Zikmundovi, který přiměl Jana XXIII., aby svolal nový koncil do Kostnice. Ten rozhodl o abdikaci všech tří papežů a o volbě nového papeže. Jan XXIII. abdikovat odmítl a v březnu 1415 z Kostnice dokonce uprchl, byl však dostižen Zikmundovými vojáky, sesazen a paradoxně skončil ve stejném vězení jako před ním Jan Hus.
Jako nového papeže koncil zvolil po dlouhých a složitých jednáních v roce 1417 Ottu Colonnu, který přijal jméno Martin V.

### Propuštění a smrt
Baldassare Cossa byl uvězněn v Německu do roku 1418, poté ho propustili na nátlak mocného italského rodu Medicejských. Zemřel 22. prosince 1419 ve Florencii usmířen s katolickou církví. O něco dříve jej Martin V. jmenoval děkanem kardinálského sboru ve Frascati. Je uložen do sarkofágu ve florentském baptisteriu.

## Hodnocení
Britský historik 18. století Edward Gibbon uvádí v knize Úpadek a pád římské říše, že Cossu obviňovali z pirátství, vražd, znásilnění, sodomie a incestu; za tehdejší politické situace však byla takováto obvinění protivníky často vznášena bez reálného podkladu v rámci mocenských bojů.
Jméno Jan XXIII. si řádně zvolený papež vybral až roku 1958. Fakt, že přes 500 let žádný papež nepřijal jméno Jan, je pravděpodobně důsledkem kontroverzních činů a role kardinála Cossy. Rozhodnutí řádného papeže Jana XXIII. nepřijmout jméno Jan XXIV. se chápe jako potvrzení toho, že Baldassare Cossa nebyl právoplatným papežem. Jan XXIII. si údajně zvolil jméno Jan mimo jiné i proto, aby je po 500 letech očistil.

## Zajímavosti

### Prebendy v českých zemích
Baldassare Cossa měl už před svým zvolením za vzdoropapeže příjmy z českých zemí, poněvadž v nich držel několik obročí (mnohoobročnictví). Již v roce 1394 získal provizi na kanovnictví v slezském Hlohově (Hlohovské knížectví bylo tehdy lénem Českého království). V roce 1402 obdržel provizi na faru sv. Jakuba v Brně; farářské funkce ovšem nevykonával, na to měl zástupce. Tuto faru později zaměnil za kanovnickou prebendu u sv. Jiljí v Praze. Vedle toho získal rezervaci i na proboštství na Mělníku. Ač není známo, že by někdy navštívil české země, pobíral z nich tučné příjmy.

### Obvinění z nevíry v život věčný
Kostnický koncil požadoval na Janu XXIII., aby abdikoval, na což on v březnu 1415 reagoval útěkem z Kostnice. Koncil mu však nařídil, aby se vrátil, a když nevyhověl ani opakovanému předvolání, byl proti němu zahájen proces. Dne 15. května prokurátoři předložili koncilu několik desítek žalobních článků, do nichž shrnuli obvinění proti Cossovi. Byl nařčen z nejhorších nepravostí, zejména z vražd, travičství, znásilnění, incestu a cizoložství; dále byl obviněn ze svatokupectví, tj. že „kupčil s odpustky a jinými milostmi církevními".
Podle obžaloby se nejen jeho skutky, ale ani jeho názory neslučovaly s postavením náměstka Kristova. Před různými preláty údajně tvrdil, že neexistuje život věčný a že lidská duše umírá a hasne zároveň s tělem jako duše zvířete. Kdo je jednou mrtev, ten už z mrtvých nevstane ani k poslednímu soudu. Bartolomeo Capra, arcibiskup milánský, vypovídal před koncilem o rozmluvě, kterou měl s Janem XXIII. hned na počátku jeho pontifikátu při procházce ve vatikánských zahradách. Na některé pohoršlivé Cossovy výroky o víře reagoval Capra napomenutím, že jako papež by měl být dobrým křesťanem a o věroučných otázkách by se měl vyslovovat uvážlivěji, neboť se jednou bude zodpovídat u posledního soudu. Jan XXIII. mu na to odpověděl: A ty věříš ve zmrtvýchvstání? Považoval jsem tě za rozumného člověka, ale jsi hovado.
Baldassare Cossa se nakonec kajícně podrobil, 20. května byl zatčen a pak několik let vězněn. Dne 29. května 1415 koncil vynesl rozsudek, kterým ho definitivně sesadil.